# SN 441011

T12プラグとそれから派生したプラグは、一辺の長さが25mm以上26mm以下の正方形に基づいています。 公差やピン構成などの詳細は、それぞれの標準シートに記載されています。

正面から見たT13ソケットの分極
青（左）：中性導体
緑-黄（中央）：保護導体
茶色（右）：外部導体

SN 441011、2019年までのSEV 1011は、家庭用および同様の目的のプラグおよびソケットに関するスイスの規格である。プラグSN44101112およびソケットSN441011タイプ13は、国際的にはタイプJとしても知られている。スイスに加えて、このコネクタ規格はリヒテンシュタインでも使用されている。コネクタSN441011タイプ11と同じ10A用の2ピンコネクタは、イタリアまたはイタリアのメーカーのデバイスにもある。
50Hzでの250Vまたは440Vの交流電圧の規格で定義されているコネクタシステムは、「階層的に下向きに互換性のある」方法で構成されている。つまり、16アンペア用に設計されたソケットは10アンペア用のプラグも受け入れるが、その逆はできない。また、2極または3極（単相）プラグは5極（三相）ソケットでも使用できる。ユーロプラグ（2.5 A）は、4つのソケットタイプすべてに適合する。
3つまたは5つの接点ピン（タイプ12 / 13、15、23、および25）を備えたすべてのバージョンでは、中央の極が保護接点。接触ピンは同じ長さだが、中性導体と外部導体のソケットがソケットの奥深くに沈んでいるため、保護接点が事前にある。接点のオフセット配置により、極性反転に対する保護が保証される。単相ソケットで保護接点が下向きの場合、外部導体は右側にある。現在の4つのソケットタイプすべてに保護カラーが装備されている。保護カラーのないソケット（T12）は、2017年以降、市場への投入が許可されておらず、以前はウェットルームの外でのみ許可されていたが、このタイプの既存のソケットは引き続き操作できる。

### タイプ11、12、13の過去のセキュリティ問題の排除

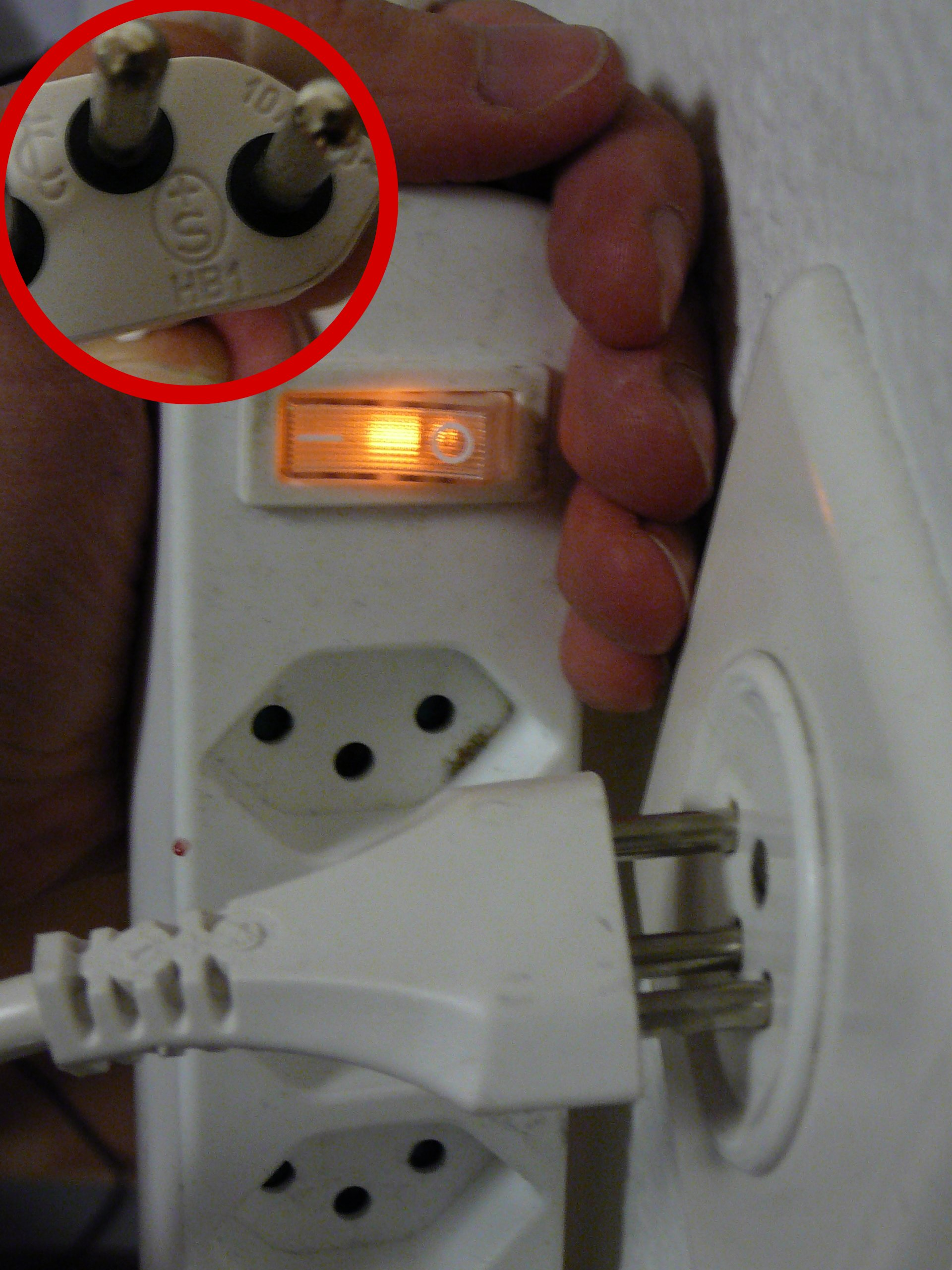
2009年以前のT12プラグおよび2017年以前のT12ソケット：指が危険な電圧に触れる可能性がある。

## コネクタタイプの階層概要
|      | 単相、接地 | 三相、アース |
| ---- | ---------- | ------------ |
| 10 A | タイプ13   | タイプ15     |
| 16 A | タイプ23   | タイプ25     |

|       | 単相、L + N  | 単相、L + N + PE | 三相、3L + N + PE | 接点ピンの断面    |
| ----- | ------------ | ---------------- | ----------------- | ----------------- |
| 2,5 A | ユーロプラグ |                  |                   | 4 × π ≈ 12,57 mm2 |
| 10 A  | タイプ11     | タイプ12         | タイプ15          | 4 × π ≈ 12,57 mm2 |
| 16 A  | タイプ21     | タイプ23         | タイプ25          | 4 × 5 = 20 mm2    |